# 草餅

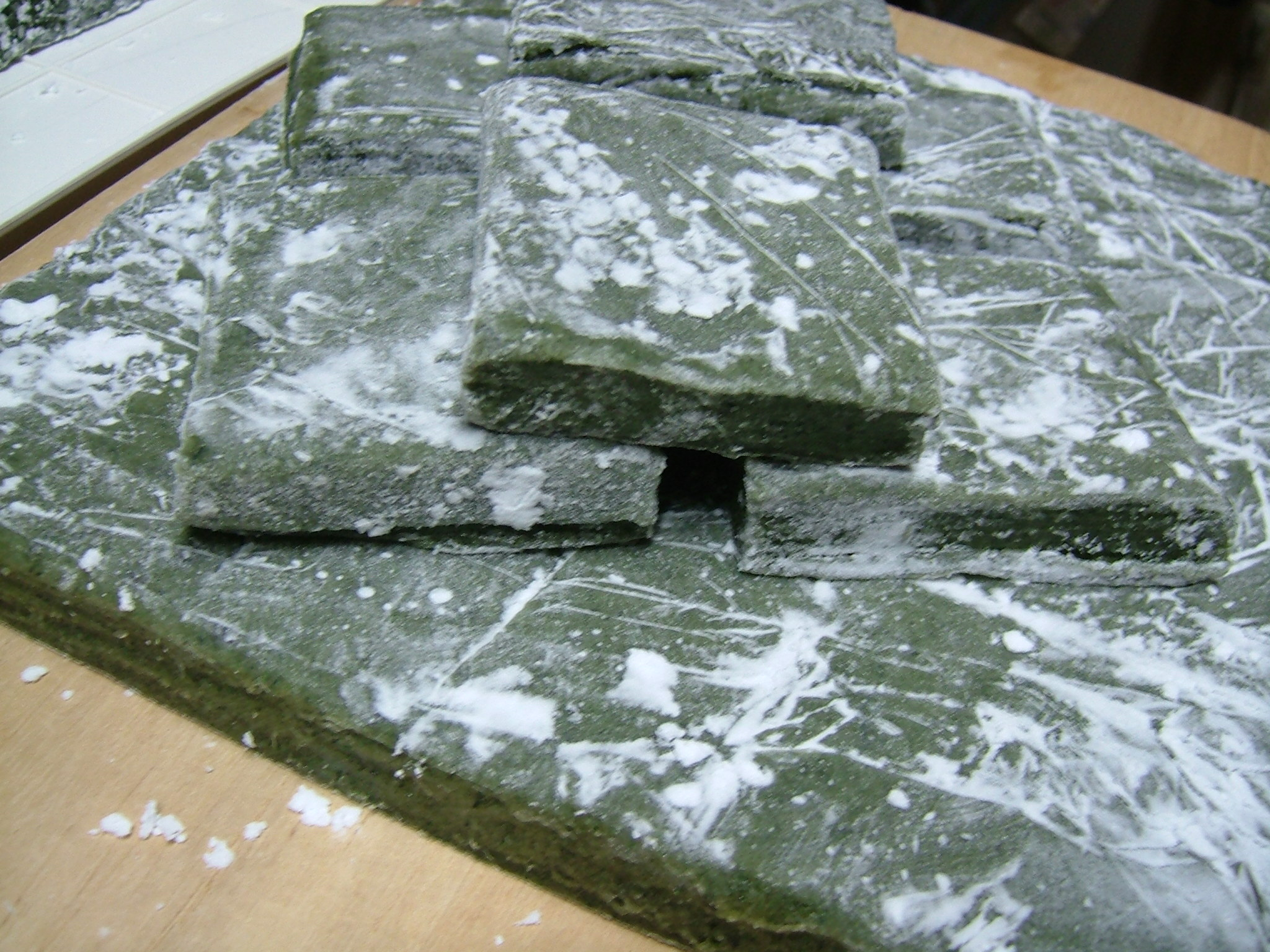
草餅

草餅，是和菓子的一種，關西地區名產。

## 歷史
平安時代有在陰曆三月三日用母子草作草餅的習俗，室町时代以五月艾亞種的餅草全面取代。

## 製法
將餅草切細，混入糯米在容器內搗成糍，為使外表看來像草色，有時會加入碳酸鈉。